# ميبو (اليابان)
ميبو (باليابانية: 壬生町) هي بلدية في اليابان، وبلدة في اليابان، تقع في توتشيغي، بلغ عدد سكانها 39,685  نسمة وذلك حسب إحصائيات سنة 2018، تبلغ مساحتها 61.06 كيلومتر مربع.